# Sámuel Gyulay
Sámuel Gyulay Maros Németh und Nádaska (Tornanádaska, 28 luglio 1723 – Bereni, 24 aprile 1802) è stato un generale austriaco di origini ungheresi.
Fu padre dei feldmarescialli Ignác e Albert Gyulay nonché nonno del feldmaresciallo e governatore del regno Lombardo-Veneto, Ferenc Gyulay.

## Biografia
Samuel era il figlio quartogenito del conte ungherese Ferenc Gyulay, mentre sua madre era la contessa Maria Bánffy di Losonc.
Iniziò la sua carriera militare nella guerra di successione austriaca (1740-1748), raggiungendo il grado di colonnello e combattendo poi nella guerra dei Sette anni (1756-1763) con tale grado. Il 2 agosto 1763 combatté nella battaglia di Teplitz, nell'odierna Repubblica Ceca, e per gli atti di eroismo legati alla sua condotta militare ottenne l'Ordine di Maria Teresa nella classe di cavaliere.
Nel 1762, per volere dell'imperatrice Maria Teresa in persona, il consiglio militare dell'impero inviò una commissione militare in Transilvania per includere la guardia frontaliera nell'esercito regolare del Sacro Romano Impero. Gli szeklers locali si opposero strenuamente a tale atto, vedendolo come un sopruso dei loro secolari diritti di autogestione e difesa garantiti dai predecessori di Maria Teresa al trono e per questo mossero resistenza armata agli intenti della corte. Il 7 gennaio 1764, di notte, Gyulai prese parte all'operazione guidata dal tenente generale Joseph von Siskovits nella quale vennero massacrati gli szeklers locali e quanti sopravvissero fuggirono in Bucovina. Il dipartimento dell'esercito organizzò quindi il 2º reggimento di fanteria degli szekely e un reggimento di cavalleria locale i quali vennero riuniti in una sola brigata di frontiera che venne comandata proprio da Samuel Gyulay che venne promosso contestualmente a maggiore generale e, dopo la firma del trattato di Hubertusburg, venne trasferito a Sibiu.
Nel 1773, dopo la morte del generale Miklós Forgách, il maggiore generale Sámuel Gyulay venne nominato nuovo proprietario del reggimento di fanteria ungherese che aveva preso il nome del suo predecessore. Il nuovo reggimento venne trasferito dal 1781 a Pest per sostenere le forze locali. Rimase proprietario di quel reggimento sino al 1802. Nel 1777, Gyulay venne promosso al grado di tenente generale e comandante della piazzaforte di Székelybere, dove morì il 24 aprile 1802.

## Matrimonio e figli
Il generale Samuel Gyulay sposò la baronessa Anna Bornemisza von Caen, dalla quale ebbe 4 figli:
- Krisztina (1760-1785), sposò nel 1779 il conte Zsigmond Kornis von Göncruszka (1750-1809)
- Ignac, bano di Croazia (1763-1831), sposò la baronessa Julia von Edelsheim. Il loro unico figlio, Ferenc Gyulay, fu feldmaresciallo (1798-1868) e comandante delle truppe imperiali durante la seconda guerra d'indipendenza italiana, venendo gravemente sconfitto dai francesi nella battaglia di Magenta.
- Sámuel († 30 dicembre 1794), sposò la baronessa Bornemisza Borbála
- Albert (1766-1835), sposò la contessa olandese Julia van Wynants